# Eumenophorinae
De Eumenophorinae zijn een onderfamilie van de vogelspinnen (Theraphosidae). Deze onderfamilie bevat enkele grote vogelspinnen, die een spanwijdte tot 22 cm kunnen hebben.

## Taxonomie
- Geslacht Anoploscelus Pocock, 1897
- Geslacht Batesiella Pocock, 1903
- Geslacht Citharischius Pocock, 1900
- Geslacht Encyocrates Simon, 1892
- Geslacht Eumenophorus Pocock, 1897
- Geslacht Hysterocrates Simon, 1892
- Geslacht Loxomphalia Simon, 1889
- Geslacht Loxoptygus Simon, 1903
- Geslacht Mascaraneus Gallon, 2005
- Geslacht Monocentropus Pocock, 1897
- Geslacht Myostola Simon, 1903
- Geslacht Phoneyusa Karsch,